# كارلوس ميغيل (سياسي)
كارلوس ميغيل هو سياسي برتغالي، ولد في 1957 في توريس فيدراس في البرتغال. نشط حزبياً في الحزب الاشتراكي (البرتغال).